# Elecciones presidenciales de Estados Unidos de 1924
Las elecciones presidenciales de Estados Unidos de 1924 fueron las 35.ª elecciones presidenciales de esta nación, y se celebraron el 4 de noviembre de 1924. En una contienda a tres bandas, el presidente en el cargo, el republicano Calvin Coolidge ganó las elecciones para un segundo mandato, el primer mandato completo, siendo el segundo vicepresidente en ascender a la presidencia y luego ganar un mandato completo. 
Coolidge había sido vicepresidente durante el gobierno de Warren G. Harding y asumió la presidencia en 1923 tras la inesperada muerte de Harding. A Coolidge se le dio crédito por una economía en auge en el país y ninguna crisis visible en el extranjero, y enfrentó poca oposición en la Convención Nacional Republicana de 1924. El Partido Demócrata nominó al ex congresista y embajador en el Reino Unido John W. Davis de Virginia Occidental. Davis, un candidato de compromiso, triunfó en la votación número 103 de la Convención Nacional Demócrata de 1924 después de un punto muerto entre los partidarios de William Gibbs McAdoo y Al Smith. Insatisfecho por el conservadurismo de los dos candidatos principales, el recién formado Partido Progresista nominó al senador Robert La Follette de Wisconsin.
Estas elecciones marcaron la "marea alta del conservadurismo estadounidense", ya que ambos candidatos principales hicieron campaña por un gobierno limitado, impuestos reducidos y menos regulación.  Por el contrario, La Follette pidió la nacionalización gradual de los ferrocarriles y el aumento de los impuestos a los ricos, políticas que presagiaban el New Deal. 
Coolidge obtuvo una victoria aplastante, obteniendo mayoría tanto en el voto popular como en el Colegio Electoral y ganando en casi todos los estados fuera del sur de EE.UU. La Follette obtuvo el 16,6% del voto popular, un resultado sólido para un candidato de un tercer partido, mientras que Davis obtuvo la proporción más baja del voto popular de cualquier candidato demócrata en la historia. Esta fue una de las dos únicas elecciones con tres candidatos importantes en la historia de Estados Unidos en las que alguien recibió más de la mitad de los votos, siendo la otra en 1980. Esta es la elección más reciente hasta la fecha en la que un candidato de un tercer partido ganó en un estado no sureño. Esta fue también la elección estadounidense con la participación electoral per cápita más baja desde que se llevan registros. 

## Candidaturas

### Partido Republicano
| Partido Republicano                               |                                                                             |
| Calvin Coolidge                                   | Charles G. Dawes                                                            |
| para presidente                                   | para vicepresidente                                                         |
|                                                   |                                                                             |
| 30.º Presidente de los Estados Unidos (1923–1925) | 1.º Director de la Oficina de Presupuesto de los Estados Unidos (1921–1922) |

La Convención Republicana se celebró en Cleveland, Ohio, del 10 al 12 de junio, con la fácil elección de nominar al entonces presidente Calvin Coolidge para un mandato completo. El exgobernador de Illinois, Frank Orren Lowden, fue nominado como compañero de fórmula de Coolidge, pero declinó el honor, un acontecimiento único en la historia política estadounidense del siglo XX. En su lugar, Charles G. Dawes, un destacado empresario republicano, fue nominado para vicepresidente.

### Partido Demócrata
| Partido Demócrata                                             |                                         |
| John W. Davis                                                 | Charles W. Bryan                        |
| para presidente                                               | para videpresidente                     |
|                                                               |                                         |
| Embajador de los Estados Unidos en el Reino Unido (1918–1921) | 20.º Gobernador de Nebraska (1923–1925) |

La Convención Nacional del Partido Demócrata de 1924 se celebró en la ciudad de Nueva York del 24 de junio al 9 de julio. Los dos principales candidatos fueron William Gibbs McAdoo de California, exsecretario del Tesoro y yerno del expresidente Woodrow Wilson, y el gobernador Al Smith, de Nueva York. La votación reveló una clara división geográfica y cultural en el partido, ya que McAdoo contaba con el apoyo principalmente de delegados protestantes rurales del sur, el oeste y los pueblos pequeños del Medio Oeste que apoyaban la Prohibición (llamados "drys"). En algunos casos, los delegados de McAdoo también eran partidarios del Ku Klux Klan (KKK), que estaba en su apogeo de popularidad a nivel nacional en la década de 1920, con presencia en los 48 estados y entre 4 y 5 millones de miembros. En canvio, Al Smith contó con el apoyo de las fuerzas anti-Prohibición (llamadas "wets"), muchos católicos romanos y otras minorías étnicas, delegados de las grandes ciudades del noreste y el medio oeste urbano y delegados liberales opuestos a la influencia del KKK.
Un ejemplo de la profunda división dentro del partido se produjo en una brutal pelea en el recinto por una propuesta para condenar públicamente al Klan. La mayoría de los delegados de McAdoo en el sur y el oeste se opusieron a la moción, mientras que la mayoría de los delegados de las grandes ciudades de Smith la apoyaron. Al final, la moción no fue aprobada por un solo voto. William Jennings Bryan, tres veces candidato presidencial demócrata, se opuso a condenar al KKK por temor a que dividiera permanentemente al partido. Wendell Willkie, que se convertiría en el candidato presidencial del Partido Republicano en 1940, fue delegado demócrata en 1924 y apoyó la propuesta de condenar al KKK. La amarga lucha entre los delegados de McAdoo y Al Smith sobre el KKK preparó el escenario para las próximas votaciones de nominación. La mayoría de las votaciones siguientes siguieron un patrón en el que McAdoo iba a la cabeza, Smith en segundo lugar, Davis en tercer lugar y el candidato de 1920, James M. Cox, en cuarto lugar, seguidos por varios candidatos hijos favoritos.
Debido a la regla de los dos tercios que rige las nominaciones, ni McAdoo, que obtuvo brevemente la mayoría de los votos a mitad de la votación, ni Smith pudieron obtener la mayoría de dos tercios necesaria para ganar. Sin embargo, ninguno de los candidatos dio marcha atrás, por lo que el estancamiento continuó durante días, mientras se realizaban votación tras votación sin que ni McAdoo ni Smith se acercaran a suficientes delegados para ganar la nominación. Cox se retiró después de la 64ª votación, sólo para que su apoyo se dividiera relativamente equitativamente entre los tres favoritos, lo que dejó la situación lejos de resolverse. Con el tiempo, la convención llegaría a más de 100 votaciones, convirtiéndose en la convención política de mayor duración en la historia de Estados Unidos. 
Debido a la gran división en el Partido Demócrata, la convención podría haberse prolongado por mucho más tiempo. Sin embargo, como algunas delegaciones estatales se estaban quedando sin dinero y no podían permanecer más tiempo en la ciudad, en la votación número 100, tanto Smith como McAdoo se retiraron mutuamente como candidatos. Esto permitió a los delegados de la convención buscar un candidato de compromiso aceptable tanto para los partidarios de Smith como de McAdoo.  Finalmente, en la votación número 103, la agotada convención eligió a John W. Davis, ex congresista de Virginia Occidental, exprocurador general de los Estados Unidos y ex embajador de los Estados Unidos en el Reino Unido, como candidato presidencial. El desorden de los demócratas provocó la famosa ocurrencia de Will Rogers: "¡No soy miembro de ningún partido político organizado, soy demócrata!". 
El gobernador de Nebraska, Charles W. Bryan, hermano de William Jennings Bryan, fue nominado a vicepresidente para ganarse el apoyo de los votantes rurales del partido, muchos de los cuales todavía veían a Bryan como su líder.

### Partido Progresista
| Partido Progresista                                     |                                                       |
| Robert M. La Follette                                   | Burton K. Wheeler                                     |
| para presidente                                         | para vicepresidente                                   |
|                                                         |                                                       |
| Senador de los Estados Unidos por Wisconsin (1906–1925) | Senador de los Estados Unidos por Montana (1923–1947) |

El senador Robert M. La Follette, que había abandonado el Partido Republicano y había formado su propio partido político, el Partido Progresista, en Wisconsin, estaba tan molesto porque ambos partidos políticos eligieron candidatos conservadores que decidió presentarse como candidato de un tercer partido para dar a los liberales de ambos partidos una alternativa. Aceptó así la nominación presidencial del Partido Progresista. La Follette, defensor de los sindicatos desde hace mucho tiempo y ardiente enemigo de las grandes empresas, era un orador apasionado que había dominado la escena política de Wisconsin durante más de dos décadas. Respaldada por agricultores radicales, los sindicatos de la Federación Estadounidense del Trabajo (AFL) y socialistas, La Follette se postuló con una plataforma para nacionalizar las fábricas de cigarrillos y otras grandes industrias. También apoyó firmemente el aumento de impuestos a los ricos y el derecho de negociación colectiva para los trabajadores de las fábricas. A pesar de una fuerte actuación en los bastiones laborales y de ganar más del 16% del voto popular nacional, sólo ganó su estado natal de Wisconsin en el colegio electoral.

## Resultados

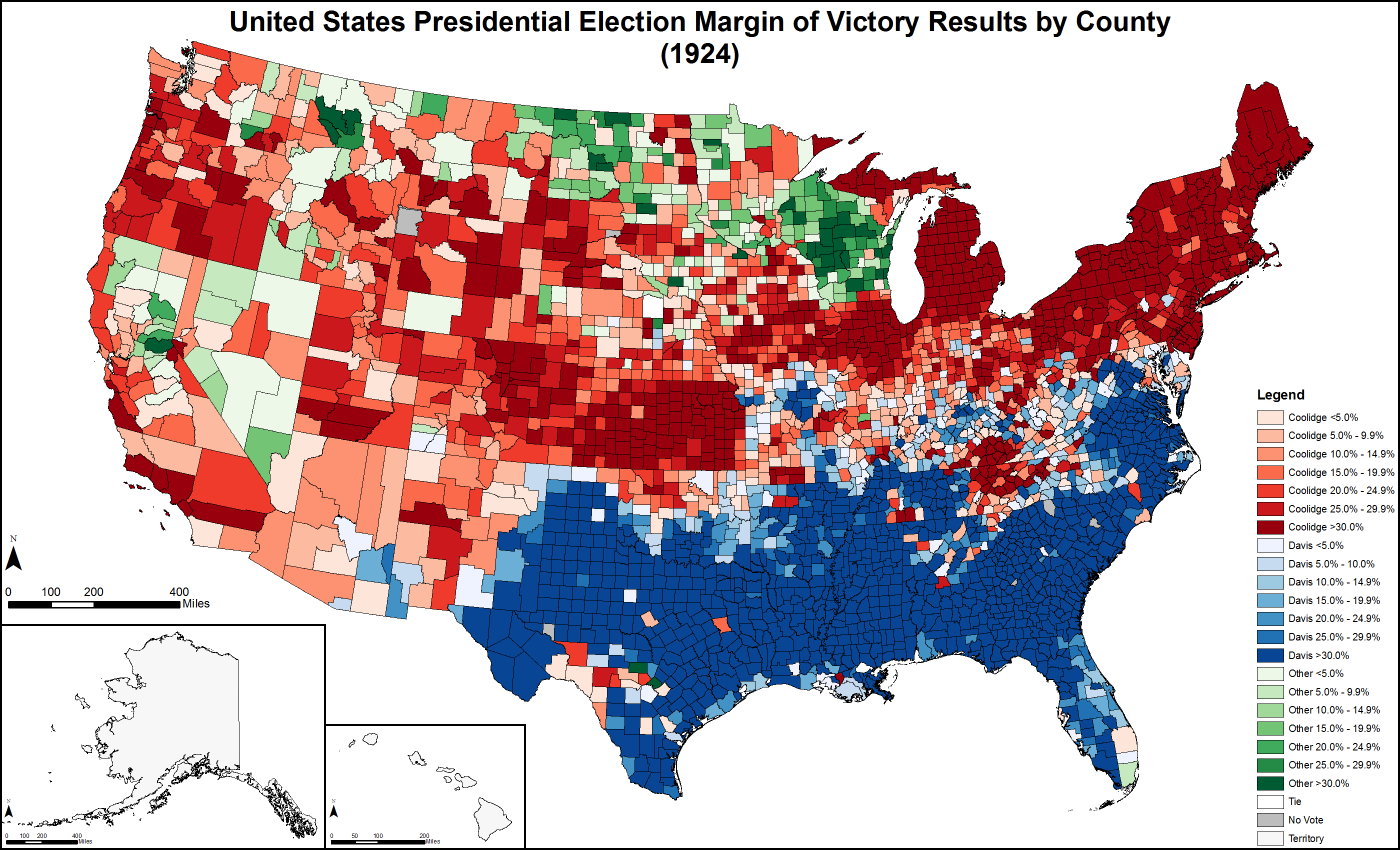
Resultados de las elecciones por condado, indicando el margen de victoria para el candidato ganador.

Esta fue la primera elección presidencial en la que todos los indios americanos fueron reconocidos como ciudadanos y se les permitió votar.
El voto total aumentó en 2.300.000 pero, debido al gran poder de atracción de la candidatura de La Follette, tanto el total republicano como el demócrata fueron menores. En gran parte debido a los profundos avances realizados por La Follette en el voto demócrata, Davis obtuvo 750.000 votos menos que los emitidos para Cox en 1920. Coolidge obtuvo 425.000 votos menos que Harding en 1920. No obstante, el atractivo de La Follette entre los demócratas liberales permitió a Coolidge lograr un margen de victoria del 25,2 por ciento sobre Davis en el voto popular (el segundo mayor desde 1824 y el mayor del siglo pasado). El porcentaje de voto popular de Davis, del 28,8%, sigue siendo el más bajo de cualquier candidato presidencial demócrata (sin contar la candidatura de John C. Breckinridge con una candidatura demócrata del sur en 1860, cuando la votación se dividió con Stephen A. Douglas, el principal candidato demócrata), aunque con varios otros candidatos obtuvieron peores resultados en el colegio electoral.
Tanto La Follette como Davis habían criticado al Ku Klux Klan durante la campaña, pero Coolidge no habló sobre el tema a pesar de las súplicas de grupos negros. El New York Times declaró que "o el señor Coolidge se calla por razones políticas equivocadas o tolera al Klan". Charles G. Dawes criticó al KKK el 23 de agosto, pero sus comentarios fueron criticados por el representante Fiorello La Guardia, quien afirmó que "el general Dawes elogió al Klan con leves maldiciones". 
Los "otros" votos ascendieron a casi cinco millones, debido en gran parte a los 4.832.614 votos emitidos a favor de La Follette. Esta candidatura, como la de Roosevelt en 1912 (quien se presentó por un partido también llamado Partido Progresista), alteró la distribución del voto en todo el país y particularmente en dieciocho estados del Medio y Lejano Oeste. A diferencia del voto de Roosevelt de 1912, el voto de La Follette incluyó a la mayor parte de la fuerza socialista.
El voto de La Follette se distribuyó por todo el país y en todos los estados, pero su mayor fuerza residió en las secciones East North Central y West North Central. Sin embargo, La Follette no obtuvo ninguna sección y quedó segundo en sólo dos secciones, las áreas de Montaña y Pacífico. En doce estados, el voto de La Follette fue mayor que el emitido para Davis. En uno de estos estados, Wisconsin, La Follette también derrotó a la candidatura republicana, ganando así un estado en el colegio electoral. El "otro" voto encabezó la encuesta en 235 condados, y prácticamente todos ellos (225) dieron a La Follette una pluralidad. Cuatro condados, tres en el sur, no registraron ningún voto, frente a siete en 1920; esta disminución refleja la Ley de ciudadanía india.
Con la mayor parte del voto de terceros unidos bajo la candidatura de La Follette, el Partido de la Prohibición cayó a menos de un tercio del porcentaje de voto popular que había obtenido cuatro años antes. Para todos los efectos, este fue el fin de los prohibicionistas como fuerza política importante; Habiendo obtenido regularmente al menos un punto porcentual del voto popular desde 1884, tendrían dificultades para ganar incluso una décima parte de esa cifra en las décadas siguientes, a medida que la Prohibición se volvió cada vez más impopular y finalmente fue derogada en 1933, aunque el partido nominalmente continúa existiendo y disputar elecciones presidenciales hasta el día de hoy.
Davis ganó en 1.279 condados, 183 más de lo que Cox había recibido, y Coolidge no pudo ganar en 377 condados que Harding había ganado en 1920. El total de votos netos de Coolidge en las doce ciudades más grandes fue menor que el de Harding, y Coolidge solo recibió 1.308.000 en comparación. a los 1.540.000 de Harding.
Los avances de la candidatura de La Follette en el Partido Demócrata se produjeron en áreas donde las mayorías demócratas de condado habían sido poco frecuentes en el Sistema del Cuarto Partido. Al mismo tiempo, los avances de la candidatura de La Follette en el Partido Republicano se produjeron en áreas donde en esta contienda nacional su candidato podía permitirse el lujo de quedar segundo o tercero en la encuesta. Por lo tanto, Davis ganó sólo el sur y Oklahoma, tradicionalmente demócratas; Debido a que los demócratas liberales votaron por La Follette, Davis perdió el voto popular frente a Coolidge por 25,2 puntos porcentuales. Sólo Warren Harding, que terminó 26,2 puntos por delante de su competidor más cercano en las elecciones anteriores, obtuvo mejores resultados en esta categoría en la competencia entre múltiples candidatos (James Monroe fue el único candidato en 1820 y, por lo tanto, obtuvo todos los votos).
Coolidge superó el voto combinado de Davis y La Follette en todo el país por 2.500.000. Sin embargo, en trece estados (cuatro fronterizos y nueve occidentales), Coolidge recibió sólo una pluralidad. Sin embargo, el voto de Coolidge encabezó la encuesta en treinta y cinco estados, dejando el voto electoral para Davis en sólo doce. Todos los estados de la antigua Confederación votaron por Davis (más Oklahoma), mientras que todos los estados de la Unión/posguerra (excepto Wisconsin y Oklahoma) votaron por Coolidge. Sigue siendo la última vez que alguien ganó la presidencia sin ganar ni un solo ex estado confederado.
Esta fue la última elección en la que los republicanos ganaron Massachusetts y Rhode Island hasta 1952. A los republicanos les fue tan bien que ganaron la ciudad de Nueva York, una hazaña que no han repetido desde entonces, y esta fue también la última elección en la que ganaron el condado de Suffolk. Massachusetts; Condado de Ramsey, Minnesota; Condado de Costilla, Colorado; Condado de Deer Lodge, Montana; o la ciudad de St. Louis, Missouri. Davis no ganó ningún condado en veinte de los cuarenta y ocho estados, dos menos que Cox durante las elecciones anteriores, pero aun así es una ignominia a la que desde entonces sólo George McGovern ha abordado su aplastante derrota en 1972. Davis no dominaba ningún condado en ningún estado fronterizo con Canadá o el Pacífico. La elección fue la última vez que un republicano ganó la presidencia sin Florida, Oklahoma y Tennessee. Fue la primera vez que un republicano ganó sin Wisconsin.